# 拉尔库迪亚德克雷斯平斯
拉尔库迪亚德克雷斯平斯，是西班牙巴伦西亚自治区巴伦西亚省的一个市镇。总面积5.17平方公里，2020年总人口5,113人，人口密度989人/平方公里。